# Teodor ze Smyrny
Teodor ze Smyrny – filozof bizantyński z XII wieku, autor dzieła  O fizyce Arystotelesa.
Teodor pochodził ze Smyrny. Był prawdopodobnie uczniem Michała Psellosa. Objął po Janie Italosie funkcję kierownika wydziału filozofii na uniwersytecie stołecznym w Konstnatynopolu. Podobnie jak jego poprzednicy nosił tytuł „konsula filozofów”, (hypatos ton philosophon). Napisał do dziś nie wydane dzieło O fizyce Arystotelesa (Epitomé [...] peri physeos).